# Rabenau, Sächsische Schweiz-Osterzgebirge
Rabenau là một thị xã ở huyện Sächsische Schweiz-Osterzgebirge, bang Sachsen, Đức. Đô thị Rabenau, Sächsische Schweiz-Osterzgebirge có diện tích 30,72 km².. Đô thị này tọa lạc/có cự ly 8 km về phía bắc Dippoldiswalde, và 12 km về phía tây nam của Dresden.